# Wupatki National Monument
Le monument national Wupatki est un site archéologique situé au centre-nord de l'Arizona, riche en ruines amérindiennes, administré par le National Park Service conjointement avec le Sunset Crater Volcano National Monument, tout proche.
Les nombreuses maisons éparpillées sur le site ont été construites par les anciennes populations indiennes de la région, en particulier les Sinagua, à partir du XIIe siècle. Elles vivaient essentiellement de maïs et de potirons cultivés sur le terrain aride sans irrigation. L'agriculture des Sinagua bénéficiait des cendres volcaniques déposées par le Sunset Crater Volcano, qui amélioraient les capacités de rétention d'eau du sol.
Les habitations des Sinagua dont la plupart des murs sont encore debout ont été construites avec des pierres rouges plates maintenues par du mortier. Chaque habitation était édifiée comme une seule construction, parfois avec de nombreuses pièces. La plus grande habitation sur le site porte le nom homonyme Wupatki Pueblo ; elle est construite autour d'un affleurement rocheux naturel. Les autres sites remarquables sont, par ordre alphabétique, Box Canyon Pueblo, Citadel Pueblo, Lomaki Pueblo, Nalakihu Pueblo et Wukoki Pueblo.